# Hemiboeckella powellensis
Hemiboeckella powellensis је животињска врста класе Crustacea која припада реду Calanoida.

## Угроженост
Ова врста се сматра рањивом у погледу угрожености врсте од изумирања.

## Распрострањење
Врста има станиште само у Аустралији.

## Станиште
Станиште врсте су слатководна подручја.